# Ullesthorpe
Ullesthorpe – wieś w Anglii, w hrabstwie Leicestershire, w dystrykcie Harborough, ok. 868 mieszkańców. Leży 19 km na południowy zachód od miasta Leicester i 134 km na północny zachód od Londynu. Przez Ullesthorpe przechodziła nieistniejąca już linia kolejowa z Leicesteru do Rugby, w latach 1840-1961 była tu czynna stacja kolejowa.
Miejscowość znana z charakterystycznego wiatraka z początków XIX wieku. Dziś w Ullesthorpe znajduje się m.in. pole golfowe, szkoła, kościół kongregacjonalistyczny.